# Nanorrhinum khuzestanicum
Nanorrhinum khuzestanicum är en grobladsväxtart som beskrevs av Naanaie, Assadi och Tavassoli. Nanorrhinum khuzestanicum ingår i släktet Nanorrhinum och familjen grobladsväxter. Inga underarter finns listade i Catalogue of Life.